# سينا ميانجو
سينا ميانجو (5 فبراير 1997 بأنتويرب في بلجيكا - ) هو لاعب كرة قدم بلجيكي في مركز الدفاع. لعب مع إنتر ميلان.

## وصلات خارجية
- سينا ميانجو على موقع الاتحاد الأوربي (الإنجليزية)
- سينا ميانجو على موقع الاتحاد البلجيكي (الإنجليزية)
- سينا ميانجو على موقع قاعدة بيانات كرة القدم.إي يو (الإنجليزية)
- سينا ميانجو على موقع Soccerway.com (الإنجليزية)
- سينا ميانجو على موقع عالم كرة القدم.نت (الإنجليزية)
- سينا ميانجو على موقع AS.com (الإسبانية)